# الغرباء: الفصل الأول (فلم)
الغرباء: الفصل الأول (بالإنجليزية: The Strangers: Chapter 1)هو فيلم رعب أمريكي صدر عام 2024، وهو الفيلم الثالث في سلسلة أفلام الغرباء، والدفعة الأولى من إعادة إطلاق مقصودة على شكل ثلاثية تتمة. الفيلم من إخراج الفنلندي ريني هارلين، وسيناريو آلان ر.كوهين وآلان فريدلاند، وكتابة بريان بيرتينو، مخرج الفيلم الأول.
تلعب مادلين بيتش وفروي جوتيريز دور الزوجان اللذان يتواصلان مع الغرباء الثلاثة الملثمين السيكوباثيين أثناء رحلة برية. يؤدي غابرييل باسو وإيما هورفاث دور البطولة أيضًا.
تم الإعلان عن خطط لثلاثية أفلام الغرباء التي تم تصويرها على التوالي في أغسطس 2022 من قبل منتج الفيلم الأصلي، روي لي. وقد تم الإعلان عن هارلين كمدير للثلاثة في الشهر التالي، مع انضمام معظم الممثلين بعد فترة وجيزة. تم إنتاج الأفلام في براتيسلافا عاصمة سلوفاكيا الأوروبيَّة بين سبتمبر ونوفمبر من ذلك العام، وغالبًا ما كان يتم بالتناوب يوميًا بين الفصول الثلاثة التي تم تصويرها.

## حبكة
مايا وصديقها ريان يقودان سيارتهما في جميع أنحاء البلاد للاحتفال بالذكرى السنوية الخامسة لزواجهما. ضلوا طريقهم، وتوقفوا في بلدة صغيرة في ولاية أوريغون تسمى فينوس. يزعجهم السكان المحليون وتتعطل سيارتهم. يراهم ميكانيكي البلدة، رودي، ويقرر مساعدتهم في إصلاح سيارتهم لكن في صباح اليوم التالي، مما يضطر الزوجان للمبيت ليلاً في إير بي إن بي.
تظهر فتاة على الباب بعد طرق عدواني متكرر وتسأل عما إذا كانت تمارا هنا، فيجيب الزوجان بـ لا. يعود رايان إلى المدينة بدراجة نارية لاستعادة جهاز الاستنشاق الذي تركه وراءه في السيارة. وحدها مايا لا تدرك أن الفزاعة تطاردها بصمت. تنقطع الطاقة والذي يؤدي لظهور شخصيَّة تدعى دولفيس بشكل مفاجئ. يعود رايان معتبراً أنها خدعة. لاحظ الزوجان لاحقًا تساقط الدم من دجاجة ميتة معلقة على الثريا. لقد تعرضوا للهجوم من قبل الفزاعة، الذي أوقف مطاردته مؤقتًا وغادر المنزل وتتابع الأحداث وتزداد رعبًا.

## طاقم التمثيل
- مادلين بيتش في دور مايا
- فروي جوتيريز في دور رايان
- راشيل شينتون في دور ديبي
- غابرييل باسو في دور غريغوري
- إيما هورفاث في دور شيلي
- إيلا بروكوليري في دور ياسمين [1]
- ريتشارد بريك في دور الشريف روتر
- جوبلين سيبتين في دور بيلي بوفورد

## إنتاج
في أغسطس 2022، أعلن المنتج روي لي عن خطط لدخول ثلاثة أفلام على التوالي إلى مرحلة الإنتاج بدءًا من سبتمبر من نفس العام. تم الكشف عن ريني هارلين كمخرج لفيلم واحد على الأقل، على الرغم من أنه كان يجري مفاوضات لإخراج كل فيلم. تم إنتاج الثلاثية بواسطة أفلام ليونزغيت وشركتين أخريات، وسيتم توزيعها بواسطة ليونزغيت.

## روابط خارجية
- الموقع الرسمي